# Аделаида Лёвенштейн-Вертгейм-Розенбергская
Аделаида Лёвенштейн-Вертгейм-Розенбергская (нем. Adelheid von Löwenstein-Wertheim-Rosenberg; 3 апреля 1831, Клайнхойбах, Нижняя Франкония — 16 декабря 1909, Райд, Юго-Восточная Англия) — германская принцесса, супруга короля Португалии Мигела I (после его отречения).

## Семья
Аделаида принадлежала к медиатизированной знати Священной Римской империи. Она была дочерью принца Константина Лёвенштейн-Вертгейм-Розенбергского (1802—1838), который умер через семь лет после её рождения, и принцессы Агнессы Гогенлоэ-Лангенбургской.
Её дедушкой был князь Карл Томас Лёвенштейн-Вертгейм-Розенбергский (1783—1849), бабушкой — графиня София фон Виндишгрец. По матери она была внучкой Карла Людвига Гогенлоэ-Лангенбургского и графини Амалии Сольмс-Барутской.

## Брак
24 сентября 1851 года Аделаида вышла замуж за бывшего короля Португалии Мигела I. Невесте было 20 лет, в то время как жениху было почти 49.
Мигел поначалу был регентом своей племянницы и невесты Марии II, но захватил трон 23 июня 1828 года. Он был страстным консерватором и поклонником Клеменса фон Меттерниха. Он попытался снова установить в Португалии абсолютную монархию. Это привело к так называемым Мигелистским войнам (1828—1834), войнам между приверженцами конституционной и абсолютной монархии.
Война закончилась в 1834 году отречением Мигела I, который отказался от всех претензий на трон Португалии в обмен на ежегодную пенсию. Он отправился в пожизненное изгнание.
То, что муж Аделаиды был противоречивой фигурой для всего Пиренейского полуострова, не оставляло хорошей перспективы выдать замуж хоть одного из их потомков. Однако, после его смерти ей удалось очень удачно выдать замуж всех своих детей.

## Дальнейшая жизнь
Муж Аделаиды Мигел скончался 14 ноября 1866 года, когда их дети были ещё не совершеннолетними. Аделаида принялась строить будущее своих детей.
В результате среди её внуков были: Дуарте, герцог Браганса; Елизавета Амалия, принцесса Лихтенштейна; Елизавета, королева Бельгии; Мария Габриэла, кронпринцесса Баварии; Мария-Аделаида, Великая Герцогиня Люксембургская; Шарлотта, Великая Герцогиня Люксембургская; Антуанетта, кронпринцесса Баварии; Ксавье, герцог Пармы; Цита, императрица Австрии; Феличе Бурбон-Пармский и инфанта Мария Аделаида Португальская. Многие её потомки прожили очень долгую жизнь.
16 декабря 1909 года в возрасте 78 лет Аделаида умерла. В 1967 году её тело и тело её мужа были перевезены в мавзолей Браганса в монастырь Сан-Висенте-ди-Форав Лиссабоне.